# Hortaleza (municipio)
Hortaleza es un municipio desaparecido de España, hoy perteneciente al término municipal de la ciudad de Madrid. El decreto que aprobó la anexión del término data del 22 de julio de 1949; el municipio fue finalmente anexionado a Madrid el 31 de marzo de 1950. El actual distrito de Hortaleza toma el nombre del antiguo municipio.

## Historia
El contemporáneo distrito de Hortaleza se desarrolla a partir del núcleo de la antigua villa de Hortaleza, situada en la loma formada por la divisoria entre los ríos Manzanares y Jarama. El pueblo estaba regado por los ríos Valdebebas y Abroñigal. Su fundación se remonta muy probablemente al siglo xiii. De él, ya se tienen noticias en un escrito de 1361. Se cree que su origen provienen de familias de Madrid que lo utilizan para pasar el verano.
Hay referencias en la Relaciones de Felipe II en 1579. En estas relaciones se habla de Hortaleza como de un lugar añejo y dependiente del Pueblo de Canillas, cuanto menos, en los servicios mínimos. 
No existe acuerdo en la referencia al nombre de Hortaleza. Parece ser que le viene de las abundantes hortalizas que se producían en la zona, aunque las mencionadas "Relaciones de Felipe II" especifican que los principales productos agrícolas del antiguo pueblo de Hortaleza eran los cereales. Otros creen que el nombre puede ser derivación de la palabra "fortaleza", aunque no se han conservado vestigios de construcciones de este tipo.
A finales del siglo xvi Hortaleza pasó a la Jurisdicción de la villa de Madrid, limitada al este, por la villa de Barajas; la de Canillas al sur; Chamartín al oeste; y Alcobendas al norte. Por estas fechas, Hortaleza contaba con una población de 96 vecinos escasos, cosechas pobres debido a la mala calidad de la tierra. Por ello, los habitantes tenían que recurrir a fuentes de ingresos extraordinarios, como cocer pan o lavar ropa ajena.
El aspecto del pueblo era muy pobre. Se caracterizaba por una tierra de baja calidad, la existencia de pequeños huertos, pastos y lugares forestales. El pueblo no tenía edificaciones importantes, y las casas grandes eran de adobe y tapial, su estructura era de madera fundamentalmente pino, y los tejados de teja de arcilla, materiales todos que compraban en Madrid.
Del siglo xvii no hay datos, pero todo hace suponer que se produce un descenso de población, que sigue la tónica general que se produjo en todo el país. Efectivamente, en 1725, ya bien entrado el siglo xviii, la población registrada era de 54 vecinos.
Será en el siglo xviii cuanto Hortaleza, inicie su desarrollo. La población va aumentando considerablemente a causa de la inmigración, el número de vecinos aumentará a 160 a finales de siglo. Por otro lado, aumenta la superficie de terreno destinado a cultivos aunque siguen dominando las producciones de cereales pero ya se ven algunas vides, aunque no de mucha importancia. En 1756 en el Catastro del Marqués de la Ensenada existen 7,5 hectáreas dedicadas a huertos.
En el siglo xix el factor fundamental del crecimiento y desarrollo de Hortaleza está en la proximidad a Madrid, sobre todo como centro consumidor de los productos producidos en Hortaleza, pues la demanda de estos productos va a ir en aumento a lo largo de la época.
A pesar de todo, la población no se llegó a ver incrementada de forma significativa en este siglo. En 1820 tenía 606 habitantes; en 1850, 372 quizás debido a los estragos de las guerras; para, al acabar el siglo, en 1897, tener 811 habitantes.
Lo más significativo del siglo xix en Hortaleza será la aparición de una incipiente industrialización derivada de la agricultura: la elaboración del pan y la fabricación de vinos y aguardientes. Pascual Madoz indica la existencia de un Molino de Chocolate en Hortaleza.
A pesar de que la superficie cultivada aumenta, los rendimientos siguen siendo mediocres, dado la mala calidad de los terrenos, como se reconoce en el "Diccionario de Madoz". Los cultivos siguen siendo casi exclusivamente cereales aunque se nota un nuevo aumento de la superficie dedicada a los cultivos de huertas y viñas. La estructura de la propiedad es fragmentada, las parcelas demasiado pequeñas para que un vecino pueda emplearse de jornalero en la agricultura, lo que ocasiona que numerosos vecinos se empleen en Madrid. Hay que destacar el papel de la mujer en el comercio con la capital.
En esta época se produce una mejora del paisaje urbano, en el que se siguen construyendo fincas de verano por los habitantes de la Villa de Madrid. El Diccionario de Madoz cuenta 137 casas, además de la Iglesia de San Matías, una carnicería, una taberna y una escuela de instrucción primaria.
La evolución sigue en el siglo xx con un aumento de población proporcional a la que se produce en todo el país. La economía agraria se mantiene en las líneas generales que tenía hasta ahora, es decir, con predominio de la economía familiar (parcelas pequeñas y de propiedad familiar). La Industria es escasa y subsidiaria de la agricultura, aunque en 1905 existe una carpintería, una fábrica de barros, una ferretería y tres herrerías. 
Desde la calle del Pinar, el camino de Hortaleza no estaba aún edificada en 1910. En su orilla izquierda surge el barrio de Arrabal del Carmen, donde se encuentra actualmente el Colegio de la Inmaculada.
En el censo de 1910 Hortaleza contaba con 185 edificaciones. Pertenecía al Partido Judicial de Colmenar Viejo y estaba separado de Madrid por 10 km.
En el censo de 1920 cuenta con 841 habitantes.